# Svaneapoteket i Ålesund

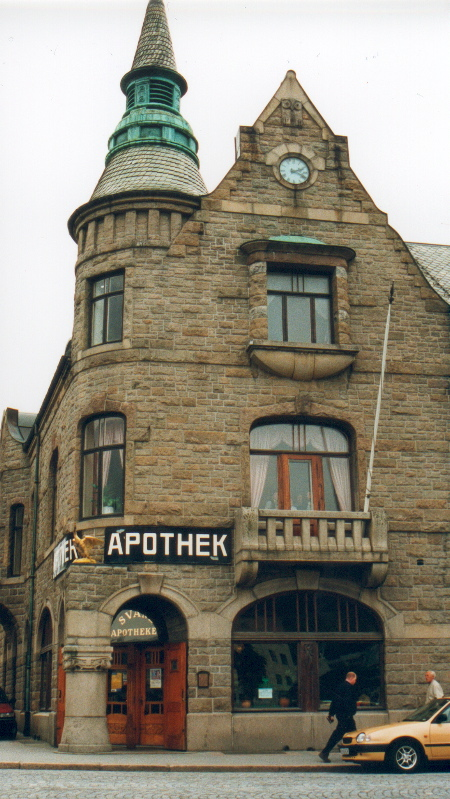
Svaneapoteket i Ålesund

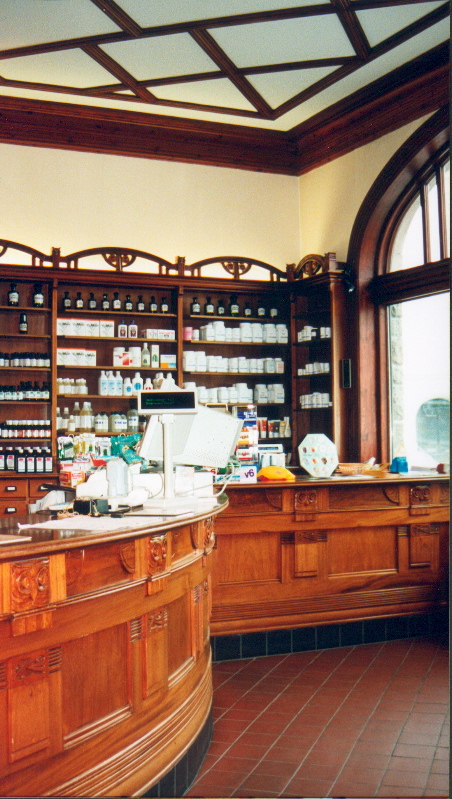
Apoteksinteriören

Det tidigare Svaneapoteket i Ålesund, som byggdes efter stadsbranden i Ålesund 1904, är ett av de främsta exemplen på jugendstil i Norge och en representant for Ålesundsjugenden. Apoteket ska ha tagits i bruk 1908. 

## Byggherre och arkitekt
Byggherre var apotekare Jørgen Anton Øwre. Han var medlem av Ålesunds kommunstyrelse och ordförandeskap, och var ordförande åren 1909−1910. Han valde arkitekt Hagbarth Martin Schytte-Berg (1860–1944) till att rita och uppföra det nya apoteket. Arkitekten var en av de ledande i arbetet med att återuppbygga Ålesund efter branden. Bland hans övriga verk kan nämnas Skien kyrka (1887−1894) och Fagerborg kyrka i Oslo (1900–1903).
Arkitekten valdes för att han var den bästa, en särskilt bestämd, självständig och duglig arkitekt (den flinkaste, ein særskilt bestemt, sjølvstendig og dugande arkitekt). Han blev ombedd om att ta på sig ansvaret för hela den nya byggnaden. Detta gällde hela bygguppgiften, planlösning, materialval, inredning och stildetaljer både i exteriören och i interiören. Han hade också ansvaret för anställning av arbetsfolk och genomförandet av det praktiska byggarbetet.

## Byggnaden
Byggnaden, som ligger på en central plats i staden och har en rusticerad fasad av grov- och finhuggen granit, skulle fylla två funktioner: apoteksförsäljningsställe och privatbostad för apotekaren. Ikonografien i byggnaden är inspirerad av romansk arkitektur och stavkyrkor. Byggnaden har torn, gavlar och burspråk. Det används slingornamentik från Urnesportalen och ett ugglemotiv. 
Apoteksinteriören har samma stildetaljer som exteriören. Interiören är maximalt utnyttjad. Hyllor och skåp är inbyggda i väggen och fyller alla ytor mellan dörrarna och upp till en höjd som kan nås från golvet.
Lokalen är ljus och trevlig och man hittar igen ugglemotiv och stavkyrkoornamentiken i utsmyckningen av byggnadssdelen. Apoteksinredningen med dekor är också ritad av arkitekt Schytte-Berg.
Tvinnereim menar att samtidens krav på arkitektur om att den skulle tillfredsställa behov både för nytta och komfort ser ut till att ha varit signifikant här. "Inredningen fungerar rationellt för de anställda, därmed kan kunder raskt få de tjänster den önskar" (Innreiinga fungerer rasjonelt for dei tilsette, dermed kan kundane raskt få de tenestene dei ynskjer.)
Användningen av ugglemotivet och de gamla norske arkitekturelementen ger en psykologisk effekt av trygghet och nationell hemlig atmosfär.
Byggnaden blev skyddad 1985. Skyddandet omfattar också apoteksinteriören och delar av lägenheten i 2 våningar, där apotekaren bodde.

## Ombyggnad och restaurering

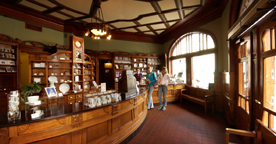
Apoteksinteriören (officinen) i det tidigare Svaneapoteket i Ålesund fungerar i dag som ingångsparti för Jugendstilsenteret

Apoteket övertogs 1985 av apoteket Bjørn Lamborg. Det var då skyddandet och riksantikvarien inte ville ge någon dispens från skyddsbestämmelserna. Vid den tidpunkten fanns det också en stark önskan lokalt om att behålla apoteket på ursprunglig plats. Då hade själva byggnaden blivit restaurerad, men inte apoteket. Dess lokaler blev delvis ombyggda 1960, men var nu nedslitna och tillfredsställde inte kraven på apoteksdrift. 
I officinen, som var skyddad, blev en del av de små lådorna ersatta med bredare lådor, men med samma front. Grunda hyllor i bakväggen förlängdes, och ett kylskåp integrerades i hyllserien. Vid denna tidpunkt fanns det stark vilja till fortsatt apoteksdrift i lokalen.  
Men införandet av självbetjäning i apoteken och nya krav på effektivitet gjorde det gradvis omöjligt att driva apotek i byggnaden, och apoteket flyttade till ett köpcentrum.
Då apoteket flyttade från byggnaden, togs det över av Jugendstilsenteret. I anslutning till öppnandet av Jugendstilsenteret 2003 blev interiören restaurerad och originalfärgerna på vägg och tak återställdes.